# 양어장

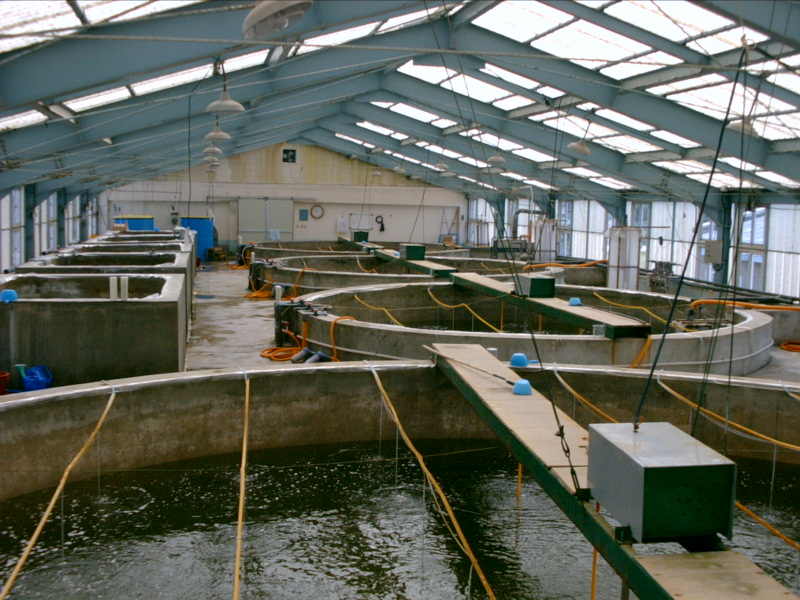
새우 양어장.

양어장(fish hatchery)은 수산물을 알 같은 유생 때부터 길러서 생육하는 곳이다.
양어장은 동물, 특히 어패류의 초기 생애 단계를 통해 인공 번식, 부화 및 양육을 위한 장소이다. 양어장은 유충 및 어린 어류, 조개류, 갑각류를 생산하며 주로 양식 산업을 지원하기 위해 양어장과 같은 성장 시스템으로 옮겨 수확량에 도달한다. 양어장에서 일반적으로 사육되는 일부 종에는 태평양 굴, 새우, 인도 새우, 연어, 틸라피아 및 가리비가 포함된다.
세계 양식업의 가치는 2008년에 미화 984억 달러로 추산되며 중국이 시장을 상당히 지배하고 있다. 특히 동남아시아에서 보편화된 소규모 가정용 양어장 생산 또는 보전 프로그램을 위한 추가 양어장 생산량도 아직 정량화되지 않았다.
야생에서 포획하여 이식하기 전에 종묘장에서 사육하거나 양어장에서만 생산할 수 있는 치어를 방류하여 착취된 어종을 보충하는 데 많은 관심이 있다. 어류 유생의 배양은 미국에서 자연 개체군을 보충하기 위한 자원 강화 노력에 광범위하게 활용되었다. 미국 어류 및 야생동물국(U.S. Fish and Wildlife Service)은 토종 어종의 보존을 지원하기 위해 국립 양어장 시스템(National Fish Hatchery System)을 설립했다.